# Полиптотон
Поли́птотон, полипто́т (от греч. πολύς — «многочисленный» — и πτωτός — «флексия, падеж») — стилистическая фигура, повтор слова в разных формах.
В узком смысле под полиптотом понимается многопадежие, то есть повтор одного и того же слова (имени) в разных падежах:

Homo homini lupus est — Человек человеку волк.

В более широком понимании полиптотон — повтор разных грамматических форм слова, принадлежащего к любой части речи:
Я пережил и многое, и многих,

И многому изведал цену я.— П. Вяземский
Полиптот как приём восходит к классической риторической традиции; описание этой фигуры встречается во многих трактатах, представляющих античную, европейскую и славянскую риторическую традицию. Под названием «наклонение» эту фигуру описывает в своём «Кратком руководстве к красноречию» М. В. Ломоносов: «Наклонение есть, когда то же речение повторяется, будучи преложено на другие времена или падежи».
Полиптот используется преимущественно в поэтических текстах; часто встречается в пословицах (Рыбак рыбака видит издалека) и афоризмах. Основные его функции — акцентирование значения слова и создание противопоставления между словами, употреблёнными в разных формах; при этом он может служить как усилению экспрессивности, так и созданию комического эффекта. В языке поэзии полиптот важен также тем, что в нём «обнажаются и семантизируются грамматическая форма, словообразовательные морфемы, морфонологические средства деривации».
Полиптот не следует путать с корневым повтором (при котором повторяется не одно и то же слово в разных падежах, а разные слова с одним и тем же корнем), хотя в некоторых трактовках эти понятия отождествляются и полиптот сближается с парономазией.